# موهلن ایشزن
موهلن ایشزن (به آلمانی: Mühlen Eichsen) یک شهر در آلمان است که در نوردوست‌مکلنبورگ واقع شده‌است. موهلن ایشزن ۱٬۰۴۳ نفر جمعیت دارد.